# Opętanie Joela Delaneya
Opętanie Joela Delaneya – amerykański horror z 1972 roku na podstawie powieści Ramony Stewart.

## Główne role
- Shirley MacLaine – Norah Benson
- Perry King – Joel Delaney
- Lisa Kohane – Carrie Benson
- David Elliott – Peter Benson
- Miriam Colon – Veronica
- Barbara Trentham – Sherry Talbo
- Lovelady Powell – Dr Erika Lorenz
- Edmundo Rivera Álvarez – Don Pedro